# Змережування
Змережування — вишивальна техніка, якою з'єднували частини двох полотнищ (плахт, сорочки і т. ін.). Ця техніка була практичною та й декоративною. Вона витіснила рубець і має вигляд подібний до мережки, що є додатковою окрасою вишивки.
Змережування поширене по всій Україні. Його виконують заполоччю, вовняною ниткою або «зрібною» — небіленою ручнотканою лляною або конопляною. Перед змережуванням нитку навосковують. Роблять це таким чином. В лівому кулаці тримають розігрітий перед тим віск, а правою рукою протягують кілька разів по ньому нитку.
Змережування восковою ниткою найбільше поширене на Поділлі та Покутті. В інших місцевостях частіше використовують заполоч. Ця техніка має місцеві відмінності в поєднанні кольорів, різновидносттях плетіння, ширини та в різновидності швів: обміточний, вузлення, плетенний, мережка та ін.